# Aaron Kampman
(en) Statistiques sur pro-football-reference
Aaron Allan Kampman (né le 30 novembre 1979 à Cedar Falls) est un joueur américain de football américain évoluant au poste de defensive end. Il joue actuellement avec les Jaguars de Jacksonville.

## Enfance
Kampman joue dans l'équipe de la Aplington-Parkersburg High School, son école. L'entraîneur de cette époque est Ed Thomas qui sera nommé « entraîneur lycéen de l'année » par la NFL en 2005.
Lors de ces années, il fait aussi partie de l'équipe de basket-ball et est un grand espoir du sport, placé parmi les meilleurs joueurs de la ligue. Au football, son équipe fait un total de 26-7 lors de ces trois années, Kampman joue alors au poste de linebacker et détient les records de tacles dans un match de l'école (26), sur une saison (187) et sur sa carrière (447). Ses performances lui valent de figurer parmi les first-team notamment du magazine USA Today.

## Carrière

### Université
Aaron entre à l'université de l'Iowa et joue dans l'équipe des Hawkeyes dirigée par Hayden Fry. Lors de sa première année, il joue neuf matchs et effectue 49 tacles. Après cette saison, Fry est remplacé par Kirk Ferentz qui sera son entraîneur jusqu'à la fin de sa carrière universitaire.
Jouant toujours au poste de linebacker, il débute onze matchs et finit second au nombre de tacles de l'équipe avec 103. Lors de la saison 2000, il change de poste, adoptant celui de defensive end, terminant la saison avec 94 tacles. En 2001, il joue douze matchs et effectue 96 tacles ainsi que neuf sacks. Le meilleur match de Kampman est celui contre l'université du Minnesota (victoire 42-24) où il effectue quinze tacles et trois sacks.

### Professionnel
Kampman est choisi lors du draft de la NFL de 2002, au cinquième tour au 156e choix. Lors de sa saison de rookie, il débute six matchs et effectue 24 tacles. La saison suivante, il fait 29 tacles et emmène son équipe en play-offs.
Le 11 mars 2006, il signe une prolongation de contrat de quatre ans pour 21 millions de dollars américain avec les Packers. Lors du huitième match de la saison 2006, il est nommé joueur défensif de la semaine après un très bon match contre les Cardinals de l'Arizona effectuant deux sacks et tient en respect l'attaque de l'Arizona. Lors du seizième match, il enregistre trois sacks contre les Vikings du Minnesota. À la fin de la saison, il termine second au nombre de sack derrière les joueurs des Chargers de San Diego Shawne Merriman. Il fait un total de 89 tacles. Il est sélectionné pour le Pro Bowl 2006 et 2007.
Le 1er novembre 2007, il est nommé joueur du mois d'octobre dans la NFC.
Le 7 décembre 2009, il se blesse au genou lors du onzième match de la saison 2009 contre les 49ers de San Francisco et rate le reste de la saison.
Il signe le 6 mars 2010 avec les Jaguars de Jacksonville après huit saisons passées avec les Packers. Lors de la saison 2010, il joue un total de huit matchs pour seize tacles.

## Vie privée
Aaron Kampman est marié à Line et a trois enfants : Lucas, Ben et Elie.